# Daniel Macnee
Daniel Macnee (4 juin 1806, Fintry, Stirlingshire - 17 janvier 1882, Édimbourg) est un portraitiste écossais, président de la Royal Scottish Academy (1876).

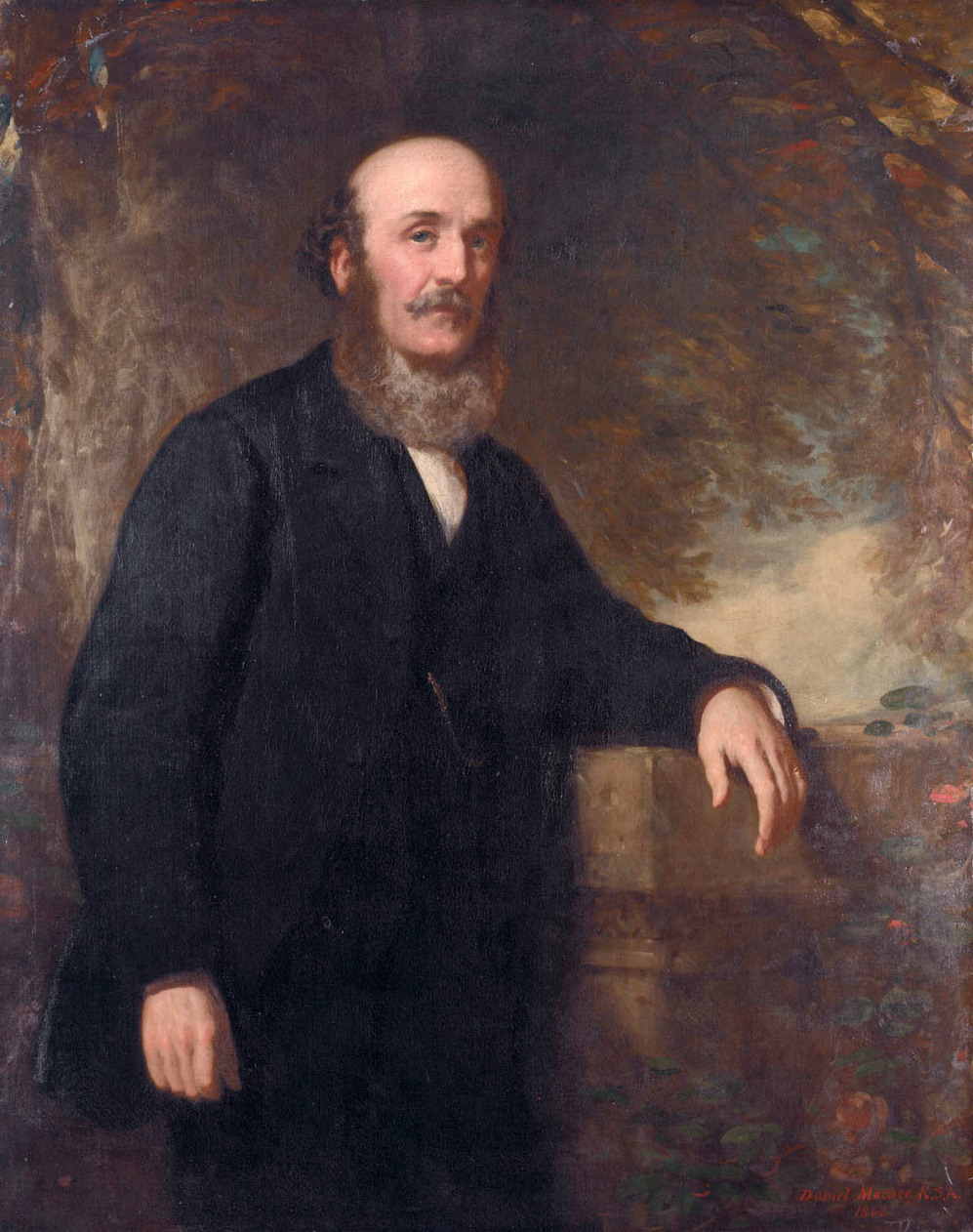
Peter Denny (1821–1895), 1868

## Biographie
Daniel Macnee est né à Fintry dans le Stirlingshire. 
Il étudie à Édimbourg à la Trustees' Academy, où il subvient à ses besoins en illustrant des publications pour le graveur William Home Lizars. S'installant à Glasgow, il s'impose comme un portraitiste à la mode. En 1829, il est admis comme membre de la Royal Scottish Academy.
À la mort de George Harvey en 1876, il est élu président de la Royal Scottish Academy. Depuis lors jusqu'à sa mort, il reste à Édimbourg, où, selon l'Encyclopædia Britannica de 1911, « ses qualités sociales géniales et ses pouvoirs inimitables de conteur d'anecdotes écossaises humoristiques l'ont rendu populaire. » Il vit alors au 6 Learmonth Terrace dans le West End, quartier à la mode d'Édimbourg.
Il est anobli par la reine Victoria en 1877. La même année, il est élu fellow de la Royal Society of Edinburgh, parrainé par Thomas Brumby Johnston, John Hutton Balfour, Andrew Douglas Maclagan et Charles Wyville Thomson.
Plusieurs œuvres de Macnee sont conservées à la National Portrait Gallery de Londres et à la Galerie nationale d'Écosse à Édimbourg.
Macnee est inhumé au cimetière Dean dans l'ouest d'Édimbourg avec sa deuxième épouse Mary Buchanan et ses enfants, Constance et Thomas Wiseman Macnee.[réf. nécessaire]

## Famille
Il est d'abord marié à Margaret (1810–1847), le couple a au moins sept enfants, dont Horace Macnee. Son épouse meurt en 1847 et est inhumée dans la nécropole de Glasgow.
Il se remarie (vers 1850), à Mary Buchanan Macnee (1834–1931), de 28 ans sa cadette.
Sa fille Isabella Wiseman est le sujet de son chef-d'œuvre « Lady in Grey » (1859), qui est exposé à la Galerie nationale d'Écosse.
Il est l'arrière-grand-père de l'acteur Patrick Macnee.